# Josef Gröbmayr
Josef Gröbmayr (* 12. Juli 1970 in München) ist ein deutscher Violinist und ehemaliger Schauspieler, der durch die Titelrolle in der Fernsehserie Oliver Maass bekannt wurde.

## Leben
Seit seinem fünften Lebensjahr spielt Gröbmayr Geige. Er war in seiner Heimat im Quartett, solistisch und auch in einer Volksmusikgruppe aufgetreten, bevor er im Februar 1985 entdeckt wurde. Der Fernsehproduzent Bernd Burgemeister war am Richard-Strauss-Konservatorium München auf der Suche nach einem Darsteller, der Geige spielen konnte. Gröbmayr, der dort wöchentlich Geigenunterricht erhielt, wurde von seinem Musiklehrer empfohlen.
Für die Dreharbeiten an der Fernsehserie wurde Gröbmayr vom Gymnasium freigestellt, er wiederholte aber dafür die neunte Klasse.
1986 war er noch einmal in einer Nebenrolle als Gerd Bühl in der Serie Polizeiinspektion 1 zu sehen.
1999 stellte ihn das Münchner Rundfunkorchester als neuen 2. Violinisten vor.